# Violeta Alemán
Miriam Violeta Rondón Alemán (Caracas, Venezuela; 3 de junio de 1967), más conocida como Violeta Alemán, es una actriz y cantante venezolana con una gran trayectoria en la ópera, el teatro, la música, la televisión y el cine venezolano.
En la pantalla realizó algunas producciones en RCTV, donde integró los elencos protagónicos de famosas telenovelas como: El desprecio, Por estas calles, Ilusiones, María de los Ángeles, De oro puro y Carissima. Luego de allí, debuta en el 2006 en Venevisión, con el personaje de Remedios, en la exitosa novela Voltea pa' que te enamores, posteriormente realizó Torrente, un torbellino de pasiones, Un esposo para Estela, Corazón traicionado, de nuevo en RCTV, en el personaje de Nilda Páez. y unitarios como Matarás por mí y Muerte en las alturas. En el año 2013 interpretó a Elvira en la telenovela de Venevisión De todas maneras Rosa, protagonizada por Marisa Román y Ricardo Álamo.

## Telenovelas
- 1991, El Desprecio (RCTV) de Julio Cesar Mármol
- 1992, Por estas calles (RCTV) - Morella La Guaricha
- 1994, De oro puro (RCTV)
- 1995, Ilusiones (RCTV) - Amelia Paiva
- 1997, María de los Ángeles (RCTV)
- 1999, Carita pintada (RCTV) - Margot
- 2001, Carissima (RCTV) - Martha Forero
- 2006, Voltea pa' que te enamores (Venevisión) - Remedios
- 2008, Torrente, un torbellino de pasiones (Venevisión)
- 2009, Un esposo para Estela (Venevisión) - Herminia Estévez de Morales
- 2013, De todas maneras Rosa (Venevisión) - Elvira
- 2016, Corazón traicionado (Televen) - Nilda Páez

## Cine
- 1996, Tokyo-Paraguaipoa
- 2002, Bach en Zaraza - Wanda Ordóñez
- 2010, Cheila, una casa pa' maita
- 2019, "Un Destello Intetior"